# Sphenotettix
Sphenotettix is een geslacht van rechtvleugeligen uit de familie Pyrgomorphidae. De wetenschappelijke naam van dit geslacht is voor het eerst geldig gepubliceerd in 1964 door Kevan & Akbar.

## Soorten
Het geslacht Sphenotettix  is monotypisch en omvat slechts de volgende soort:
- Sphenotettix nobilis (Kevan, Singh & Akbar, 1964)